# Tadeusz Pełczyński (generał)

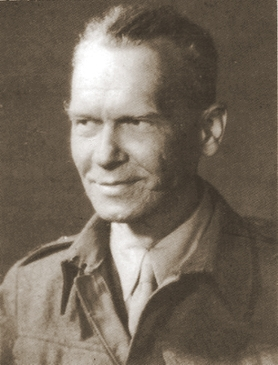
Tadeusz Pełczyński 1945

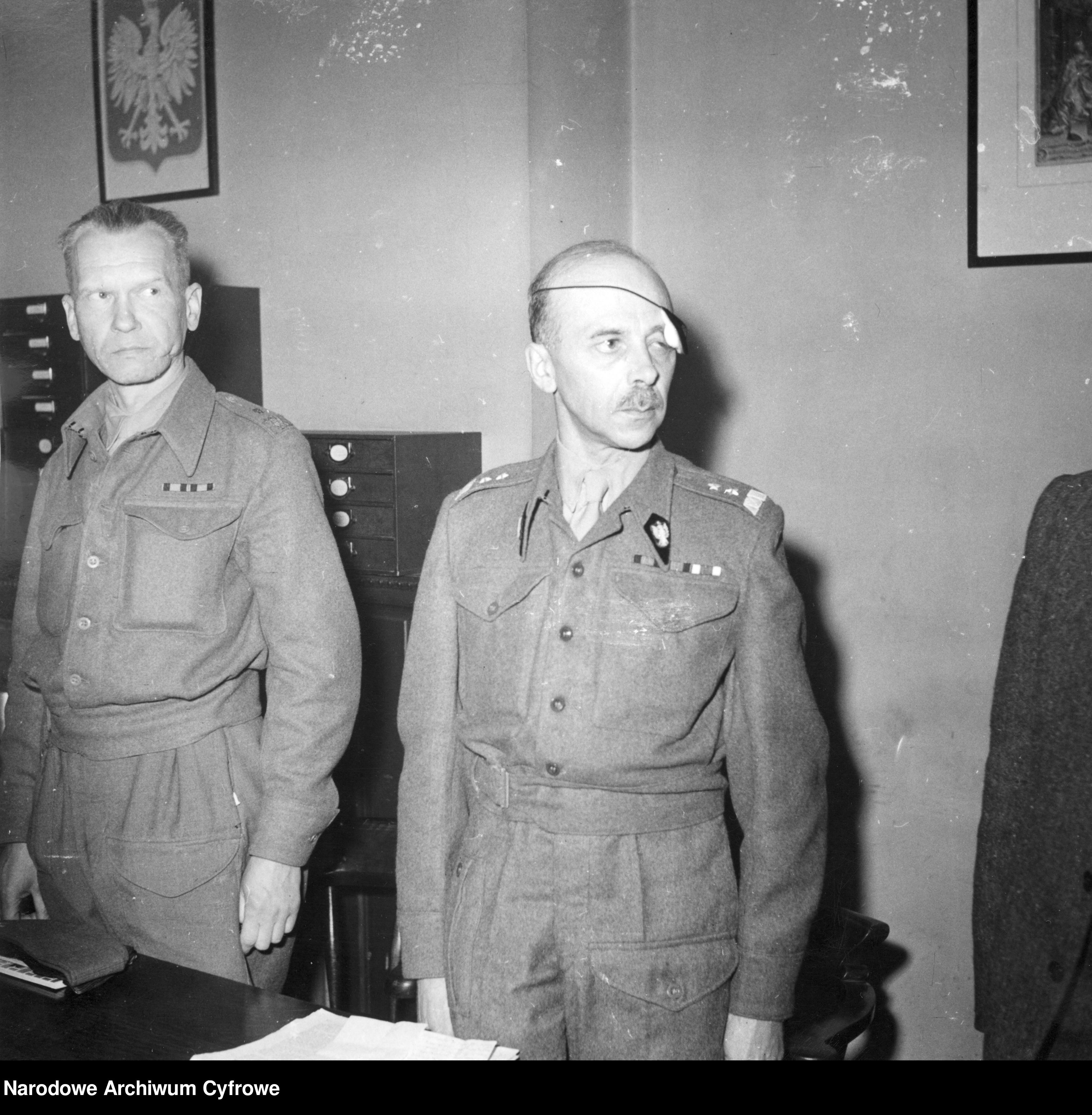
Tadeusz Pełczyński i gen. Tadeusz Bór-Komorowski, konferencja prasowa Naczelnego Wodza w Londynie, 19 maja 1945

Tadeusz Walenty Pełczyński, ps. „Grzegorz”, „Adam”, „Wolf”, „Robak” (ur. 14 lutego 1892 w Warszawie, zm. 3 stycznia 1985 w Londynie) – generał brygady Polskich Sił Zbrojnych, zastępca dowódcy Armii Krajowej od września 1943 roku do października 1944 roku, szef Sztabu Komendy Głównej Armii Krajowej od lutego 1942 roku do września 1944 roku, szef Sztabu Komendy Głównej ZWZ od lipca 1941 roku do lutego 1942 roku, członek Komendy Naczelnej Związku Legionistów Polskich od 1936 roku.

## Rodzina
Był synem Ksawerego Pełczyńskiego, technika zatrudnionego w cukrowni Sanniki, i Marii z Liczbińskich, nauczycielki domowej oraz prawnukiem Michała Pełczyńskiego, generała Armii Królestwa Kongresowego.
W 1923 zawarł związek małżeński z Wandą z Filipkowskich. Miał z nią syna Krzysztofa Pełczyńskiego, żołnierza pułku AK „Baszta”, który zginął w powstaniu warszawskim oraz córkę Marię Bobrowską z Pełczyńskich, która potem była architektem w Londynie. Ślubu udzielił im ks. Władysław Korniłowicz (1884–1946).

## Działalność niepodległościowa
Naukę rozpoczął w Szkole Realnej w Łowiczu. W 1905 uczestniczył w strajku szkolnym. Naukę kontynuował w Warszawie, w Gimnazjum gen. Pawła Chrzanowskiego, gdzie w 1911 zdał maturę. W tym samym roku podjął studia medyczne na Uniwersytecie Jagiellońskim. W czasie studiów był członkiem Polowych Drużyn „Sokoła” i Związku Młodzieży Polskiej „Zet”. W latach 1912–1913 należał nawet do ścisłego kierownictwa (Centralizacji) „Zetu”. Ukończył kurs wojskowy prowadzony przez Zygmunta Zielińskiego, późniejszego generała broni WP.
Wybuch I wojny światowej, w sierpniu 1914, zastał go na wakacjach pod Włocławkiem. Po zajęciu tych terenów przez Niemców został przez nich zmobilizowany do pracy w obozie jenieckim dla Rosjan, w charakterze medyka. Po zwolnieniu ze służby niemieckiej, w czerwcu 1915 wstąpił do Legionów Polskich. Był oficerem 6 pułku piechoty. Dowodził plutonem i kompanią. W lipcu 1917 po kryzysie przysięgowym został internowany w obozie, w Beniaminowie. W marcu 1918, po zwolnieniu z internowania, podjął pracę w Radzie Głównej Opiekuńczej. Równocześnie kontynuował działalność w „Zecie”.

## Służba w Wojsku Polskim
W listopadzie 1918 został przyjęty do Wojska Polskiego i wyznaczony na stanowisko dowódcy 1 kompanii, a następnie batalionu w 6 pułku piechoty Legionów. W marcu 1920 przeniesiony został do Szkoły Podchorążych Piechoty w Warszawie na stanowisko dowódcy kompanii, a później batalionu. Od września 1921 do września 1923 był słuchaczem Kursu Normalnego Wyższej Szkoły Wojennej w Warszawie. 1 października 1923, po ukończeniu kursu i otrzymaniu dyplomu naukowego oficera Sztabu Generalnego, ponownie przydzielony został do Szkoły Podchorążych Piechoty w Warszawie na stanowisko dowódcy batalionu szkolnego. Z dniem 1 września 1924 został przydzielony do Biura Ścisłej Rady Wojennej na stanowisko referenta w Wydziale „Wschód” Oddziału IIIa. W czasie przewrotu majowego 1926 roku opowiedział się po stronie zamachowców. W maju 1927 rozpoczął służbę w Oddziale II Sztabu Generalnego na stanowisku szefa Wydziału Ewidencyjnego. W styczniu 1929 powierzono mu pełnienie obowiązków szefa Oddziału II Sztabu Głównego. W styczniu 1932 został przeniesiony do 5 pułku piechoty Legionów w Wilnie na stanowisko dowódcy pułku. We wrześniu 1935 wrócił na stanowisko szefa Oddziału II SG. Był oficerem, który w okresie międzywojennym najdłużej sprawował funkcję szefa polskiego wywiadu i kontrwywiadu. W styczniu 1939 został zwolniony ze stanowiska szefa Oddziału II SG i mianowany dowódcą piechoty dywizyjnej 19 Dywizji Piechoty. Powodem zwolnienia miała być działalność polityczna Wandy Pełczyńskiej wymierzona przeciwko marszałkowi Edwardowi Śmigłemu-Rydzowi i Felicjanowi Składkowskiemu. Od 5 do końca września 1939 dowodził zgrupowaniem na tyłach Wehrmachtu w Lasach Przysuskich.

## Działalność konspiracyjna
Po zakończeniu kampanii wrześniowej przybył do Warszawy i podjął działalność konspiracyjną w SZP, a następnie ZWZ i AK. W czasie okupacji posługiwał się fałszywymi dokumentami wydanymi na nazwisko inż. Tadeusza Pawłowskiego. W latach 1940–1941 komendant Okręgu Lubelskiego ZWZ. Rozpracowany przez tamtejsze Gestapo powrócił do Warszawy i objął funkcję szefa sztabu KG ZWZ-AK (VII 1941 – X 1944). Jednocześnie, od lipca 1943, był zastępcą komendanta głównego AK. 1 października 1943 mianowany przez Naczelnego Wodza na stopień generała brygady. Dowodził akcjami sabotażowymi przeprowadzanymi przez oddziały Kedywu wymierzonymi w niemiecką machinę wojenną (m.in. przerwania kilku linii kolejowych).
29 lipca 1944 na pytanie generała Tadeusza Pełczyńskiego o ocenę sytuacji przed wybuchem powstania warszawskiego Jan Nowak-Jeziorański powiedział: 

Nie znam zupełnie elementów sytuacji wojskowej. Jeżeli jednak „Burza” w Warszawie została pomyślana jako demonstracja polityczno-wojskowa, to nie będzie ona miała żadnego wpływu na politykę sojuszników, a jeśli chodzi o opinię publiczną na Zachodzie, będzie to dosłownie burza w szklance wody.(…) Dodałem, że jeśli wybuch walk ujawni całą siłę AK i poparcie, jakim cieszy się ona w społeczeństwie, niewątpliwie ułatwi to Mikołajczykowi rozmowy w Moskwie i jego grę polityczną z Anglosasami. Zwłaszcza, jeśli uda się opanować stolicę własnymi siłami.

Tadeusz Pełczyński odpowiedział: 

Nie mam żadnych złudzeń, co nas tu czeka po wejściu Rosjan i ujawnieniu się, ale choćby mnie spotkało najgorsze, wolę to aniżeli zrezygnowanie z wszystkiego bez walki. Musimy spełnić nasz obowiązek do końca.

W dniu 21 lipca 1944 roku razem z generałem Okulickim wystąpił z wnioskiem do generała Komorowskiego, by wywołać w Warszawie powstanie.
Jego syn Krzysztof Pełczyński ps. „Kasztan”, żołnierz pułku AK „Baszta”, został ciężko ranny w drugim dniu powstania warszawskiego, podczas natarcia na koszary SS i niedługo potem zmarł w szpitalu.
Tadeusz Pełczyński w czasie powstania warszawskiego został ciężko ranny podczas bombardowania gmachu PKO na ul. Świętokrzyskiej (4 września 1944), przez co przestał pełnić funkcję szefa sztabu KG AK. Po upadku powstania trafił do niemieckiego obozu w Langwasser, a następnie do IV C Colditz.

## Na emigracji

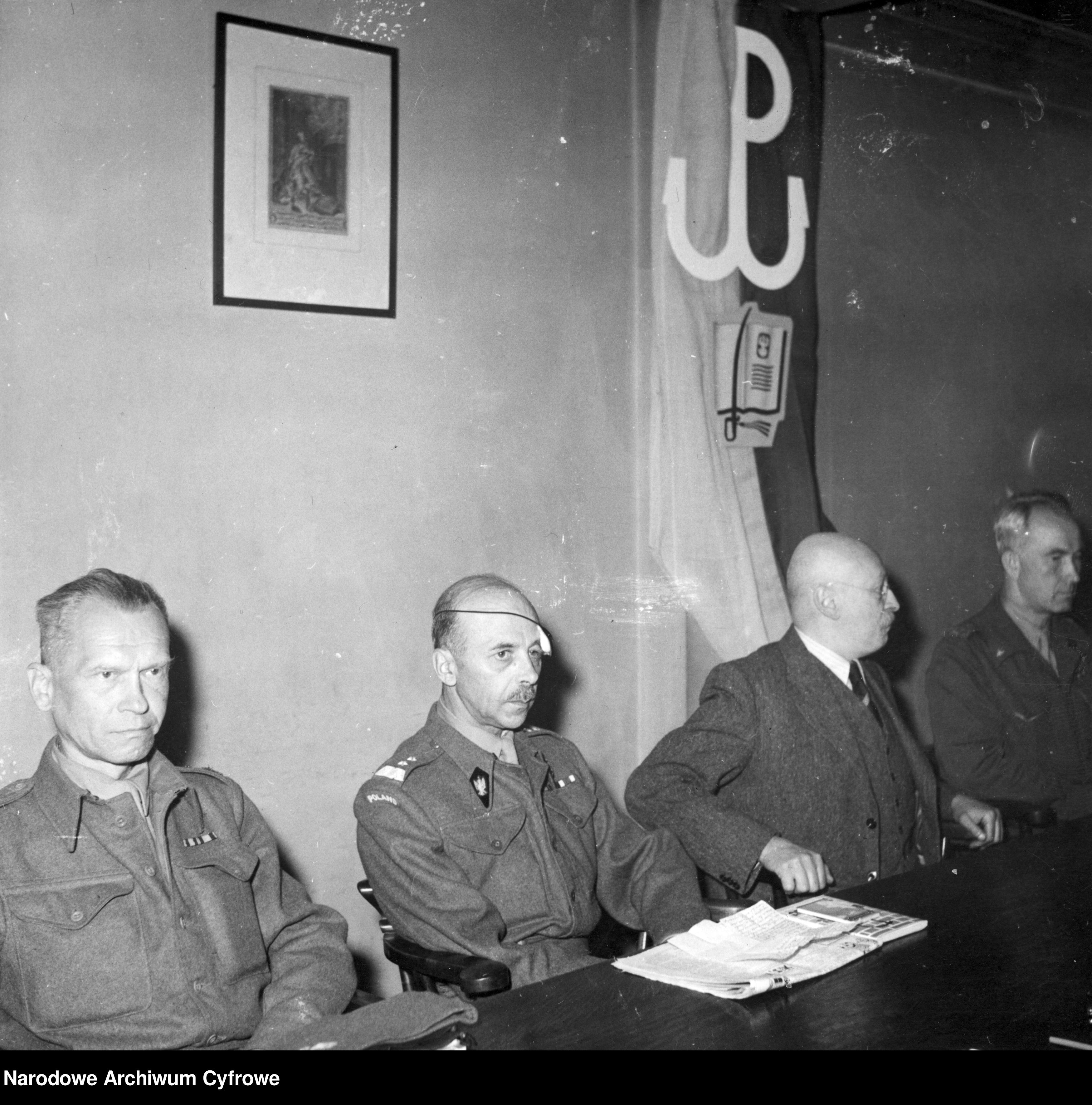
Od lewej: Tadeusz Pełczyński, gen. Tadeusz Bór-Komorowski, Adam Pragier, gen. Antoni Chruściel, konferencja w Londynie, 19 maja 1945

Po wyzwoleniu obozu przez aliantów w 1945 trafił do Londynu i został wyznaczony na stanowisko szefa Gabinetu Naczelnego Wodza. Na emigracji działał od grudnia 1945 przewodniczący Komisji Historycznej AK przy Sztabie Głównym w Londynie (do 1947). Aktywny działacz organizacji kombatanckich związanych z AK – współzałożyciel, a w latach 1956–1969 przewodniczący Rady Studium Polski Podziemnej. W ostatnich latach życia prowadził z żoną Dom Kombatanta „Antokol” w Chislehurst pod Londynem, w którym mieszkało wielu wybitnych Polaków. Pochowany został w Londynie. W 1995 ekshumowano jego szczątki oraz jego żony i pochowano je w grobie ich syna Krzysztofa, poległego w powstaniu warszawskim na Cmentarzu Wojskowym na Powązkach w Warszawie (kwatera A26-2-15).

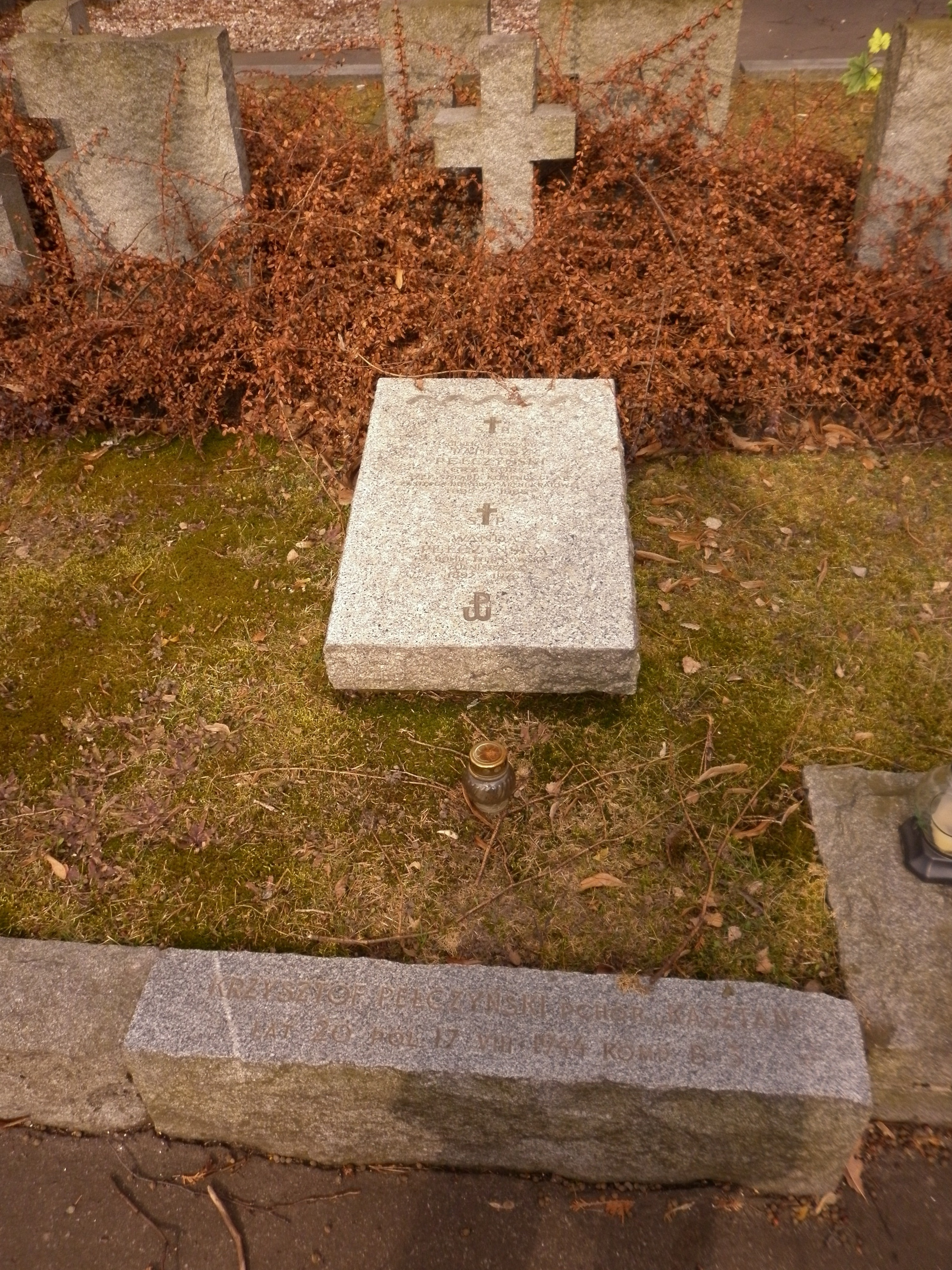
Grób Krzysztofa Pełczyńskiego, w którym leżą również jego rodzice, Tadeusz i Wanda Pełczyńscy na Cmentarzu Wojskowym na Powązkach w Warszawie

## Awanse
- chorąży – 11 listopada 1915
- podporucznik – 1 lipca 1916
- porucznik – 1 grudnia 1918
- kapitan – maj 1920
- major – zweryfikowany w 1920 roku ze starszeństwem z dniem 1 czerwca 1919 Dz. Pers. Nr 27/20
- podpułkownik – 12 kwietnia 1927 ze starszeństwem z dniem 1 stycznia 1927 i 42 lokatą w korpusie oficerów piechoty
- pułkownik – ze starszeństwem z dniem 1 stycznia 1934
- generał brygady – 1 października 1943

## Ordery i odznaczenia
- Order Orła Białego (pośmiertnie, 11 listopada 1996)[21]
- Krzyż Złoty Orderu Wojennego Virtuti Militari nr 62[22]
- Krzyż Srebrny Orderu Wojskowego Virtuti Militari (1921)[23]
- Krzyż Niepodległości (20 stycznia 1931)[24]
- Krzyż Oficerski Orderu Odrodzenia Polski (10 listopada 1928)[25]
- Krzyż Walecznych (czterokrotnie za lata 1915–1920 (po raz 1 i 2 w 1921)[26], dwukrotnie za 1939–1945)
- Złoty Krzyż Zasługi (16 marca 1928)[27]
- Krzyż Armii Krajowej
- Medal Pamiątkowy za Wojnę 1918–1921
- Medal Dziesięciolecia Odzyskanej Niepodległości
- Order Estońskiego Czerwonego Krzyża I klasy (Estonia, 1931)[28][29]
- Order Zasługi Wojskowej II klasy (Hiszpania, 1932)[30]
- Komandor Orderu Gwiazdy Rumunii (Rumunia, 1929)[31]
- Komandor Orderu Świętego Sawy (Jugosławia, 1929)[32]
- Komandor Orderu Białej Róży Finlandii (Finlandia, 1932)[28]
- Komandor Orderu Wazów (Szwecja, 1932)[33]
- Order Krzyża Orła III klasy (Estonia, 1931)[34][35]
- Oficer Orderu Lwa Białego (Czechosłowacja, 26 września 1928)[36]
- Oficer Orderu Legii Honorowej (Francja, 1932)[28]
- Order Wschodzącego Słońca IV klasy (Japonia, 1932)[28]
- Medal 10 Rocznicy Wojny Niepodległościowej (Łotwa, 1929)[37]

## Tadeusz Pełczyński w filmie
Postać generała Tadeusza Pełczyńskiego występuje w filmie Kurier z 2019 w reżyserii Władysława Pasikowskiego. Odtwórcą tej roli był Mirosław Baka.